# Roßwälden
Roßwälden ist ein Stadtteil von Ebersbach an der Fils und liegt rund drei Kilometer südwestlich vom Stadtzentrum Ebersbachs.
Roßwälden hat 2057 Einwohner (Februar 2011) und ist damit nach dem Hauptort der größte der sechs Stadtteile.

## Nachbarorte
An Roßwälden grenzen die Ebersbacher Stadtteile Weiler im Norden und Sulpach im Nordosten sowie die Gemeinden Albershausen im Osten, Schlierbach im Südosten, Notzingen im Südwesten und Hochdorf im Westen.

## Geschichte
Das älteste Zeugnis menschlichen Lebens auf der Roßwälder Gemarkung stammt aus der Eisenzeit.
Es wurde eine keltische Goldmünze aus der Zeit von etwa 500 v. Chr. gefunden, die auf der Vorderseite ein Pferd und auf der Rückseite den Kopf eines Kriegers mit Helm zeigt. An der Straße von Roßwälden nach Wellingen wurde 1869 ein gemauertes Alemannengrab aus dem 3. Jahrhundert entdeckt. Eine Lanze und ein Messer waren dem Toten als Totengabe mit ins Grab gelegt worden.

Roßwälden wird das erste Mal 1275 im Liber decimationis schriftlich erwähnt. Es ist zu lesen, dass die Pfarrstelle im Ort von einem Vikar besetzt war. Roßwälden hieß damals einfach Weldin, das bedeutet, die Siedlung am Wald. Später hatte Roßwälden noch andere Namen. 1392 hieß es „Guetenwälden“. Die Namen „Wälden Roßrain“ (1435) und „Roßrain Wälden“ (1477) weisen auf eine Pferdezucht am Ort hin. Erst im 16. Jahrhundert erhielt es den heutigen Namen Roßwälden.

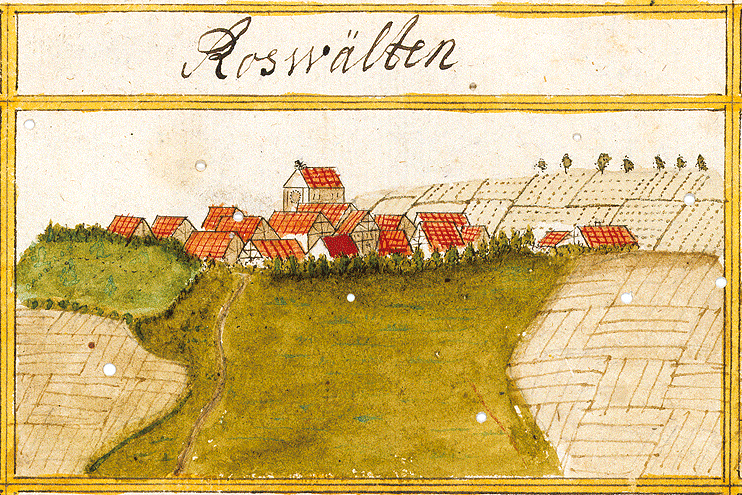
Darstellung von Roßwälden von Andreas Kieser 1685

Im Jahr 1294 erwarb das Kloster in Kirchheim unter Teck seine ersten Güter in Roßwälden. Später wurden es immer mehr. 
1538 stellten Roßwälden, Weiler und Sulpach einen gemeinsamen Bürgermeister auf, der damals Schultheiß genannt wurde. Diese drei Orte bildeten zusammen den so genannten Roßwälder Stab.
Im Jahre 1547 gab es Krieg. Spanische Truppen besetzten Kirchheim und die nähere Umgebung.
Sie hausten und plünderten schrecklich und es gab Mord und Hungersnot.
Obwohl Roßwälden vermutlich seit 1467 eine Kirche hatte, die den Heiligen Benedikt geweiht war, hatten sie keinen Pfarrer. Pfarrer von Schlierbach, Hochdorf und ein Katechet von Esslingen versahen den Kirchendienst in Roßwälden. Die erste Pfarrstelle bekam der Pfarrer Georg Binder im Jahr 1557. Schon damals stand das Pfarrhaus an der Stelle, an der es sich noch heute befindet. Unterhalten wurden die kirchlichen Gebäude vom Kloster Adelberg.
In Roßwälden starb 1622 Katharina Kepler, Mutter des kaiserlichen Astronomen Johannes Kepler. Sie wurde 1615 während einer Hexenverfolgung in einem der bekanntesten württembergischen Hexenprozesse angeklagt und nicht zuletzt durch die Bemühungen ihres bekannten Sohnes 1621 freigesprochen.
Am 1. Januar 1972 wurde Roßwälden nach Ebersbach an der Fils eingemeindet.

## Religion
Roßwälden hat zwei Kirchen, eine evangelische sowie eine katholische.
Paul Veil war Mitglied der Bekennenden Kirche, Gegner des NS-Regimes und bis zu seiner Einberufung Pfarrer in Roßwälden.

## Politik

### Ortsvorsteher
Die Ortsvorsteherin von Roßwälden ist Priska Speißer.

### Ortschaftsrat
Der bei der Kommunalwahl am 25. Mai 2014 gewählte Ortschaftsrat hat zehn Mitglieder.

### Wappen
Das Wappen von Roßwälden wurde 1956 festgelegt. Es zeigt in blau über zwei silbernen Laubzweigen ein silbernes Hufeisen. Das Hufeisen versinnbildlicht den ersten Teil des Ortsnamens, die Zweige den zweiten.

## Sport, Freizeit und Bildung
Der TGV Roßwälden (Turn- und Gesangsverein) ist der Sportverein Roßwäldens. Am 23. Mai 1897 wurde der Turnverein gegründet, 1910 der Gesangsverein. 1939 wurden beide Vereine zum TGV zusammengeschlossen. 1997 wurde anlässlich des hundertjährigen Jubiläums eine viertägige Feier abgehalten.
Es gibt einen evangelischen Kindergarten (in der Steinbisstraße), eine Grundschule und eine Kinderkrippe (seit 2014).
Spielplätze befinden sich in den Messenwiesen und am Buschel.
Des Weiteren gibt es einen Kleintierzüchterverein, einen Obst- und Gartenbauverein; auch der Tennisclub Ebersbach ist in Roßwälden ansässig.
Roßwälden hat eine Jungschar für Jungen sowie für Mädchen, die wöchentlich stattfindet.
Seit 1997 wird fast jährlich ein Seifenkistenrennen auf der abschüssigen Straße nach Notzingen veranstaltet.